# 学生会、县总农会旧址
学生会、县总农会旧址位于中国广东省河源市紫金县紫城镇东栅街14号，原称叶氏宗祠。1987年6月，公布为紫金县文物保护单位，类型为近现代重要史迹及代表性建筑。
叶氏宗祠建于明末清初。1919年，在此成立学生联合会。1925年，紫金县农会为策应国民革命军东征，组织农军攻占紫金县城，胜利后搬入叶氏宗祠办公。2003年8月，对叶氏宗祠进行修复。